# Burgos CF
Burgos CF is een Spaanse voetbalclub uit Burgos in de provincie Burgos in de autonome regio Castilië en León. De club speelt in het Estadio El Plantío.

## Geschiedenis
De club werd in 1922 opgericht en bereikte in het seizoen 1971/72 voor het eerste de Primera División, waarin Burgos CF in totaal zes seizoenen zou spelen. Begin jaren tachtig kreeg de club zware financiële problemen en legde in 1983 de boeken neer. Het reserveteam van de club, Burgos Promesas, ging verder als Real Burgos en was later nog actief in de Primera División. 
Burgos CF werd in 1994 heropgericht. Tijdens het seizoen 2000-2001 speelde de club een succesvolle play off.  Ze versloegen achtereenvolgens CE Sabadell, AD Ceuta en CD Ourense en zo speelde de club terug in de Segunda División A.  Tijdens dit seizoen 2001-2002 werd de zestiende plaats behaald, maar aangezien de ploeg er niet in slaagde om het goede juridische statuut voor het professionele voetbal (Sociedad Anónima Deportiva) te verkrijgen, werd de ploeg administratief gedegradeerd.  Op het einde van het seizoen 2020-2021 werd de ploeg kampioen van hun reeks in de Segunda División B.  In de kampioenen play off bleken ze sterker dan Bilbao Athletic en zo spelen ze vanaf seizoen 2021-2022 weer op het professionele niveau.

## Erelijst
- Copa Federación de España

1997

## Eindklasseringen
- 1944 4e
Tercera División
- 1945 2e
Tercera División
- 1946 7e
Tercera División
- 1947 1e
Tercera División
- 1948 3e
Tercera División
- 1949 11e
Tercera División
- 1950 18e
Tercera División
- 1951 3e
Tercera División
- 1952 1e
Tercera División
- 1953 16e
Segunda División
- 1954 8e
Tercera División
- 1955 1e
Tercera División
- 1956 1e
Tercera División
- 1957 19e
Segunda División
- 1958 2e
Tercera División
- 1959 7e
Tercera División
- 1960 1e
Tercera División
- 1961 2e
Tercera División
- 1962 11e
Segunda División
- 1963 10e
Segunda División
- 1964 7e
Segunda División
- 1965 6e
Segunda División
- 1966 5e
Segunda División
- 1967 14e
Segunda División
- 1968 8e
Segunda División
- 1969 12e
Segunda División
- 1970 14e
Segunda División
- 1971 2e
Segunda División
- 1972 15e
Primera División
- 1973 18e
Primera División
- 1974 16e
Segunda División
- 1975 9e
Segunda División
- 1976 1e
Segunda División
- 1977 14e
Primera División
- 1978 12e
Primera División
- 1979 13e
Primera División
- 1980 18e
Primera División
- 1981 15e
Segunda División
- 1982 9e
Segunda División
- 1983 3e
Segunda División B
- 1984
- 1985
- 1986
- 1987
- 1988
- 1989
- 1990
- 1991
- 1992
- 1993
- 1994
- 1995 1e
2e regionaal
- 1996 1e
1e regionaal
- 1997 1e
Tercera División
- 1998 15e
Segunda División B
- 1999 4e
Segunda División B
- 2000 3e
Segunda División B
- 2001 1e
Segunda División B
- 2002 16e
Segunda División
- 2003 3e
Segunda División B
- 2004 5e
Segunda División B
- 2005 3e
Segunda División B
- 2006 3e
Segunda División B
- 2007 2e
Segunda División B
- 2008 18e
Segunda División B
- 2009 3e
Tercera División
- 2010 1e
Tercera División
- 2011 1e
Tercera División
- 2012 20e
Segunda División B
- 2013 1e
Tercera División
- 2014 10e
Segunda División B
- 2015 12e
Segunda División B
- 2016 5e
Segunda División B
- 2017 16e
Segunda División B
- 2018 11e
Segunda División B
- 2019 13e
Segunda División B
- 2020 8e
Segunda División B
- 2021 1e
Segunda División B
- 2022 11e
Segunda División
- 2023 11e
Segunda División
- 2024 9e
Segunda División
- 2025 12e
Segunda División

- Primera División
- Segunda División
- Segunda División B
- Tercera División
- 1e regionaal
- 2e regionaal

## Bekende (oud-)spelers
- Gavriel Balint
- Javier De Pedro
- Juanito
- Michel Boerebach
- Pedrag Juric
- Dani Pendín
- Juan Manuel Mata sr.
- Eduardo Vélez Díez

## Bekende trainers
- Lucien Muller
- Theo Vonk
- Jose Antonio Naya